# تشاد نويل
تشاد نويل (بالإنجليزية: Chad Noelle)‏ هو منافس ألعاب قوى أمريكي، ولد في 12 أبريل 1993.

## وصلات خارجية
- تشاد نويل على موقع الاتحاد الدولي لألعاب القوى (الإنجليزية)
- تشاد نويل على موقع TFRRS.org (الإنجليزية)
- تشاد نويل على موقع TFRRS.org (الإنجليزية)